# エスタディオ・ラ・ポルタダ
エスタディオ・ラ・ポルタダ（Estadio La Portada）は、チリ・コキンボ州ラ・セレナにあるサッカー専用スタジアム。デポルテス・ラ・セレナがホームスタジアムとして使用している。

## 概要
1952年に供用が開始されたが、2013年から2015年の大規模な改修工事を経て、現在はFIFAの国際Aマッチを開催できる規格として18,500人収容のスタジアムとなっている。
改修工事終了後の2015年6月に開催されたコパ・アメリカ2015では、9会場のうちの1つに選ばれた。また、同年10月には2015 FIFA U-17ワールドカップの会場にも選出されている。

## 開催された主な大会
- コパ・アメリカ2015

| 日付          | ホームチーム | 結果 | アウェーチーム | ラウンド  |
| ------------- | ------------ | ---- | -------------- | --------- |
| 2015年6月13日 | アルゼンチン | 2-2  | パラグアイ     | グループB |
| 2015年6月16日 | アルゼンチン | 1-0  | ウルグアイ     | グループB |
| 2015年6月20日 | ウルグアイ   | 1-1  | パラグアイ     | グループB |

- 2015 FIFA U-17ワールドカップ

| 日付           | ホームチーム | 結果 | アウェーチーム | ラウンド   |
| -------------- | ------------ | ---- | -------------- | ---------- |
| 2015年10月20日 | イングランド | 0-1  | ブラジル       | グループB  |
| 2015年10月20日 | 韓国         | 1-0  | ギニア         | グループB  |
| 2015年10月28日 | 韓国         | 0-2  | ベルギー       | ラウンド16 |
| 2015年11月5日  | マリ         | 3-1  | ベルギー       | 準決勝     |

## ギャラリー

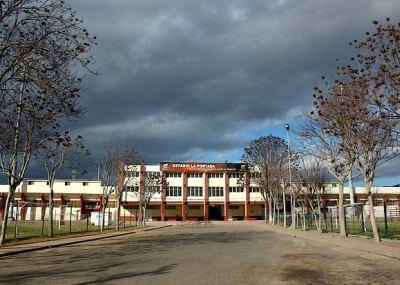
2012年の外観
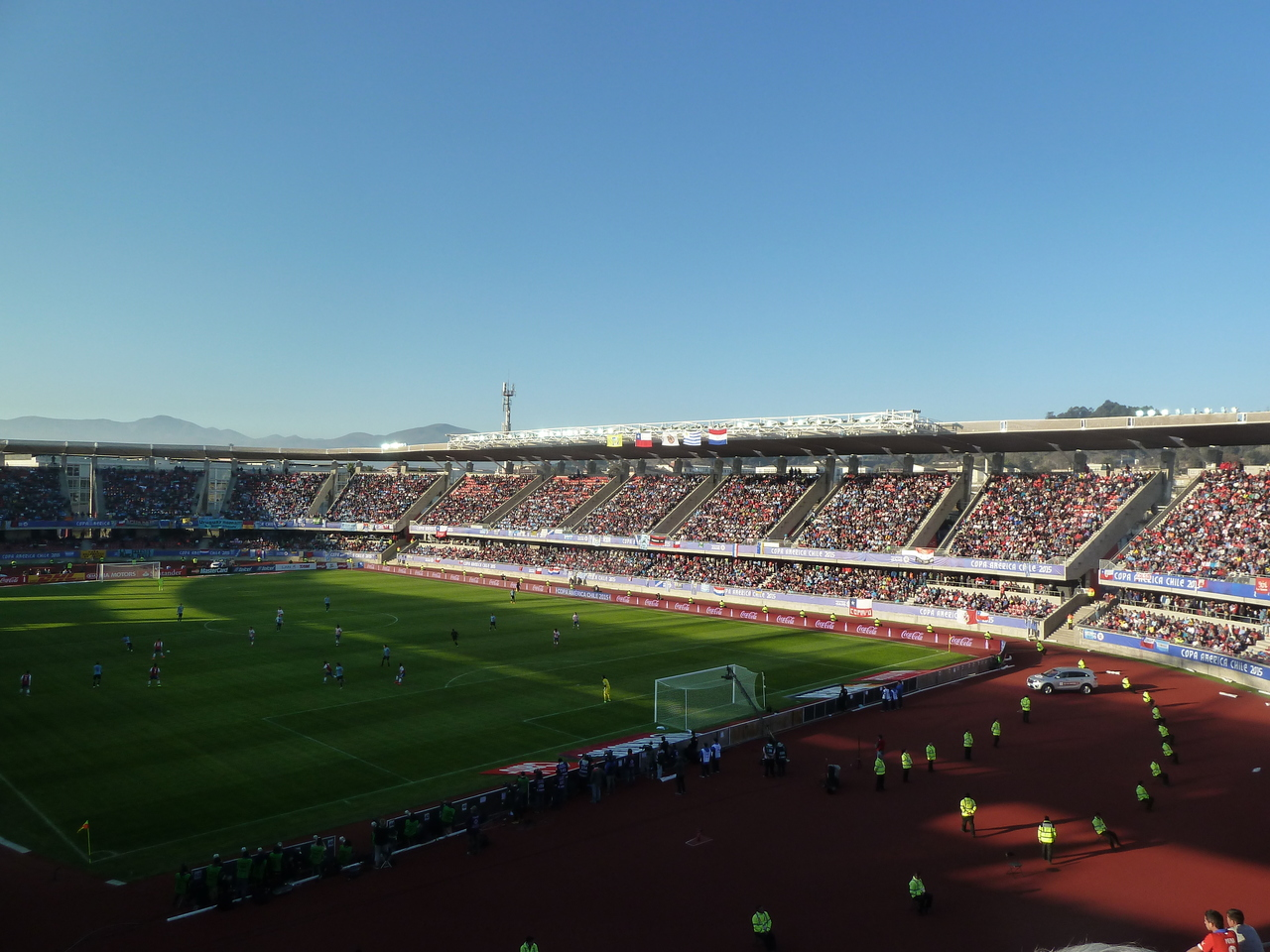
2016年の内観